# 엑스컴: 에너미 언노운
《엑스컴: 에너미 언노운》(XCOM: Enemy Unknown)은 파이락시스 게임스가 개발하고 2K가 배급한 2012년 턴제 전략 비디오 게임이다. 《엑스컴》 시리즈 게임으로 1994년 전략 게임 《엑스컴: UFO 디펜스》를 재해석한 작품이다.
외계인이 지구를 침공한 대체 역사의 2015년이 배경이다. 플레이어는 다국적 준군사조직 엑스컴을 운영하고 특수부대를 일련의 턴제방식 전략임무에 투입해야한다. 임무 외에 외계인이나 포로를 조사해 신기술을 창조하며 엑스컴 본부 확장, 재정조정, 외계활동 관측 등 다양한 업무를 수행한다.
2012년 1월 공식적으로 발표됐으며 윈도우, 플레이스테이션 3 및 엑스박스 360 플랫폼으로 2012년 10월 발매됐다. 출시 당시 턴제 전략, 시청각적 외향, 고전략 게임플레이, 난이도와 반복플레이로 언론에서 대체로 긍정적인 평가를 받았다. 다인용 지원방면에서 지적을 받았다. 2013년 11월 확장팩 《엑스컴: 에너미 위딘》이 출시됐으며 2016년 후속작 《엑스컴 2》가 발매됐다.

## 반응
《엑스컴: 에너미 언노운》은 리뷰 애그리게이터 웹사이트 메타크리틱에서 "대체로 긍정적인 평가"를 기록했다.